# Вакуумная инфузия
Вакуумная инфузия — это технологический процесс производства изделий из композитных материалов, при котором детали производятся на преформах открытого типа. Является разновидностью литья под давлением.

## Технологический процесс
Отличительной особенностью процесса является замена верхней части формы на вакуумное приспособление, позволяющее использовать вакуум для облегчения течения потока смолы. Заготовку помещают в одну половину формы, затем поверх формы надевается вакуумный мешок, чтобы обеспечить герметичность. Из мешка откачивается воздух и под воздействием отрицательного давления в заготовку подается связующий элемент. После завершения процесса пропитки связующее вещество отверждается при комнатной температуре, в результате чего получается жесткая полимерная матрица. Иногда используется дополнительное отверждение.

## Использование
Первоначально технология вакуумной инфузии использовалась компанией Lockheed Martin Space Systems для удешевления производства приборного отсека ракетного комплекса Trident II D5. Впоследствии технология вакуумной инфузии стала использоваться более часто. Вакуумная инфузия нашла применение в моделировании, кораблестроении и авиации. В частности, в России идет разработка пассажирского лайнера МС-21, большинство элементов конструкции которого планируется изготавливать из композитных материалов методом вакуумной инфузии.